# Vatan Spor Bremen
Vatan Spor Bremen is een Duitse voetbalclub uit de stad Bremen. Het Turkse woord Vatan betekent in het Duits Heimat.
De club werd in 1978 opgericht en na vier promoties op rij speelde de club in 1982 reeds in de Landesliga, toen de vijfde klasse. In 1986 promoveerde de club zelfs naar de Verbandsliga en bleef daar tot 1995 toen ze kampioen werden en naar de Oberliga promoveerden, die door de invoering van de Regionalliga nu de vierde klasse was. Na één seizoen degradeerde de club en zakte in 1999 verder naar de Landesliga. Na twee jaar speelde de club opnieuw een hele tijd in de Verbandsliga, die in 2008 de Oberliga Bremen werd. Na een korte onderbreking speelde de club vanaf 2012 terug in de Oberliga. In 2015 degradeerde Vatan normaliter, maar doordat FC Sparta Bremerhaven vrijwillig degradeerde mocht de club ook het jaar erop in de Bremen-Liga aantreden, echter degradeerden ze na dat jaar evenzeer. In 2017 promoveerde de club weer maar moest in 2019 weer een divisie afdalen.

## Eindklasseringen vanaf 1986
| Seizoen | Competitie                    | Niveau | Eindstand | DFB Pokal | Opmerking                                                                   |
| ------- | ----------------------------- | ------ | --------- | --------- | --------------------------------------------------------------------------- |
| 1985/86 | Landesliga Bremen             | V      | 2         | --        |                                                                             |
| 1986/87 | Verbandsliga Bremen           | IV     | 13        | --        |                                                                             |
| 1987/88 | Verbandsliga Bremen           | IV     | 9         | --        |                                                                             |
| 1988/89 | Verbandsliga Bremen           | IV     | 10        | --        |                                                                             |
| 1989/90 | Verbandsliga Bremen           | IV     | 12        | --        |                                                                             |
| 1990/91 | Verbandsliga Bremen           | IV     | 13        | --        |                                                                             |
| 1991/92 | Verbandsliga Bremen           | IV     | 8         | --        |                                                                             |
| 1992/93 | Verbandsliga Bremen           | IV     | 10        | --        |                                                                             |
| 1993/94 | Verbandsliga Bremen           | IV     | 14        | --        |                                                                             |
| 1994/95 | Verbandsliga Bremen           | V      | 1         | --        |                                                                             |
| 1995/96 | Oberliga Niedersachsen/Bremen | IV     | 14        | --        |                                                                             |
| 1996/97 | Verbandsliga Bremen           | V      | 10        | --        |                                                                             |
| 1997/98 | Verbandsliga Bremen           | V      | 5         | --        |                                                                             |
| 1998/99 | Verbandsliga Bremen           | V      | 16        | --        |                                                                             |
| 1999/00 | Landesliga Bremen             | VI     | ?         | --        |                                                                             |
| 2000/01 | Landesliga Bremen             | VI     | 2         | --        |                                                                             |
| 2001/02 | Bremen-Liga                   | V      | 3         | --        |                                                                             |
| 2002/03 | Bremen-Liga                   | V      | 2         | --        |                                                                             |
| 2003/04 | Bremen-Liga                   | V      | 1         | --        | ziet af van deelname aan promotieserie                                      |
| 2004/05 | Bremen-Liga                   | V      | 10        | --        | Finalist Bremer Pokal > FC Bremerhaven: 1-2                                 |
| 2005/06 | Bremen-Liga                   | V      | 10        | --        |                                                                             |
| 2006/07 | Bremen-Liga                   | V      | 6         | --        |                                                                             |
| 2007/08 | Bremen-Liga                   | V      | 14        | --        |                                                                             |
| 2008/09 | Bremen-Liga                   | V      | 16        | --        |                                                                             |
| 2009/10 | Landesliga Bremen             | VI     | 9         | --        |                                                                             |
| 2010/11 | Landesliga Bremen             | VI     | 11        | --        |                                                                             |
| 2011/12 | Landesliga Bremen             | VI     | 2         | --        |                                                                             |
| 2012/13 | Bremen-Liga                   | V      | 10        | --        |                                                                             |
| 2013/14 | Bremen-Liga                   | V      | 14        | --        |                                                                             |
| 2014/15 | Bremen-Liga                   | V      | 15        | --        | klassebehoud a.g.v. vrijwillige degradatie FC Sparta Bremerhaven            |
| 2015/16 | Bremen-Liga                   | V      | 16        | --        |                                                                             |
| 2016/17 | Landesliga Bremen             | VI     | 2         | --        |                                                                             |
| 2017/18 | Bremen-Liga                   | V      | 12        | --        |                                                                             |
| 2018/19 | Bremen-Liga                   | V      | 16        | --        |                                                                             |
| 2019/20 | Landesliga Bremen             | VI     | 2         | --        | competitie afgebroken i.v.m. coronapandemie                                 |
| 2020/21 | Bremen-Liga                   | V      | --        | --        | Competitie afgebroken i.v.m. coronapandemie. Er wordt geen stand opgemaakt. |
| 2021/22 | Bremen-Liga                   | V      | 8         | --        |                                                                             |
| 2022/23 | Bremen-Liga                   | V      | 10        | --        |                                                                             |
| 2023/24 | Bremen-Liga                   | V      | 12        | --        |                                                                             |
| 2024/25 | Bremen-Liga                   | V      | 14        | --        |                                                                             |
| 2025/26 | Bremen-Liga                   | V      | .         | --        |                                                                             |